# Barcelona (chanson)
Pour les articles homonymes, voir Barcelona.
Pour l'album de Freddie Mercury et Montserrat Caballé, voir Barcelona (album).
Singles de Freddie Mercury
The Great Pretender
(1987) The Golden Boy
(1988)
Barcelona est une chanson interprétée par Freddie Mercury et Montserrat Caballé, parue en single en octobre 1987, puis sur l'album du même nom l'année suivante.

## Historique
La chanson témoigne de l'amour de Mercury pour l'opéra, avec ses notes hautes et ses voix lyriques. 
En mars 1987, Freddie se rend à Barcelone pour rencontrer Montserrat à l'hôtel Ritz. Freddie lui fait écouter une chanson sur une cassette. La chanteuse l'aime tellement que Freddie et elle décident de travailler ensemble. C'est Montserrat Caballé 
qui a eu l'idée d'enregistrer une chanson sur Barcelone.
Initialement publié en 1987, il a été l'un des plus grands hits de la carrière solo de Mercury, atteignant la huitième place dans les charts britanniques.
Mercury et Caballé devaient interpréter en duo le titre lors des Jeux olympiques de 1992 se déroulant à Barcelone dont il est l'hymne, mais en raison du décès prématuré du chanteur, en novembre 1991, le titre fut diffusé en préambule de la cérémonie d'ouverture.
Peu de temps après la fin des Jeux, le single est réédité et parvient notamment à se classer sixième au Top 50, deuxième au UK Singles Chart, parvenant à faire mieux que sa sortie initiale.
Le 3 septembre 2012, "Barcelona" a été rééditée dans une édition spéciale pour commémorer le 25e anniversaire de la sortie de l'album. Mercury a enregistré son album original presque entièrement aux claviers. Cette édition remplace ses arrangements initiaux par une partition orchestrale symphonique complète interprétée par l'orchestre FILMharmonic de Prague, composé de quatre-vingts musiciens.

## Classements hebdomadaires
| Classement (1987-88)                       | Meilleure place |
| ------------------------------------------ | --------------- |
| Allemagne (GfK Entertainment)              | 47              |
| Irlande (Irish Recorded Music Association) | 8               |
| Pays-Bas (Single Top 100)                  | 37              |
| Royaume-Uni (UK Singles Chart)             | 8               |
| Suède (Sverigetopplistan)                  | 15              |

| Classement (1992)                          | Meilleure place |
| ------------------------------------------ | --------------- |
| Australie (ARIA)                           | 42              |
| Allemagne (GfK Entertainment)              | 32              |
| Belgique (Flandre Ultratop 50 Singles)     | 21              |
| Europe (Eurochart Hot 100)                 | 7               |
| France (SNEP)                              | 6               |
| Irlande (Irish Recorded Music Association) | 3               |
| Pays-Bas (Single Top 100)                  | 2               |
| Portugal                                   | 9               |
| Royaume-Uni (UK Singles Chart)             | 2               |
| Suède (Sverigetopplistan)                  | 12              |
| Suisse (Schweizer Hitparade)               | 8               |
| Nouvelle-Zélande (RMNZ)                    | 2               |

## Performances live
La chanson est interprétée pour la première fois en live le 29 mai 1987 dans la discothèque Ku Klub, désormais Privilege à Ibiza,. L'apparition suivante de Mercury et Caballé sur scène a lieu au festival La Nit de Barcelone, le 8 octobre 1988, date de l'arrivée de la flamme olympique de Séoul. Pour l'occasion, 3 chansons sont interprétées : Barcelona, How Can I Go On et The Golden Boy. il s'agit de la dernière performance en direct de Mercury, qui meurt trois ans plus tard. Enfin, la chanson est interprétée par Caballé seule lors de la cérémonie d'ouverture des Jeux olympiques d'été de 1992 et lors de la finale de Ligue des champions de l'UEFA 1998-1999 à Barcelone au Camp Nou.